# Pulau Gemia
Pulau Gemia ist eine unbewohnte Insel 10 Kilometer südöstlich der  Küste von Kuala Terengganu (Malaysia). Das rund drei Hektar große Eiland liegt 450 Meter nordwestlich von Kapas Island.

## Weblink
- Übersichtskarte von ganz Terengganu